# Ett hus av sand och dimma
Ett hus av sand och dimma (engelska: House of Sand and Fog) är en amerikansk långfilm från 2003 i regi av Vadim Perelman, med Jennifer Connelly, Ben Kingsley och Shohreh Aghdashloo i rollerna.

## Handling
Överste Behrani (Ben Kingsley), som en gång var förmögen och bosatt i Iran, är numera en hårt kämpande invandrare som är villig att betala vad som helst för att återge sin familj dess forna värdighet.

## Om filmen
House of Sand and Fog bygger på romanen av Andre Dubus III. 
Den iranska skådespelerskan Shohreh Aghdashloo nominerades för en Oscar - bästa kvinnliga biroll.
Publikpremiären av Ett hus av sand och dimma i Sverige var den 3 september 2004 närmare ett år efter den amerikanska.

## Tagline
- Some dreams can't be shared.

## Rollista (i urval)
- Jennifer Connelly - Kathy
- Ben Kingsley - Behrani
- Ron Eldard - Lester
- Frances Fisher - Connie Walsh
- Kim Dickens - Carol Burdon
- Shohreh Aghdashloo - Nadi
- Jonathan Ahdout - Esmail